# Wilhelm av Württemberg
Wilhelm av Württemberg, född 27 december 1761 i Stettin, död 10 augusti 1830, hertig av Württemberg. Han var son till Fredrik II Eugen av Württemberg och Sofia Dorothea av Brandenburg-Schwedt.
Wilhelm gifte sig morganatiskt 1800 med baronessan Wilhelmine von Thunderfeldt-Rhodis (1777-1822).

## Barn
- Alexander, greve av Württemberg (1801-1844), gift med grevinnan Helene Festetics von Tolna
- August, greve av Württemberg (1805-1808)
- Wilhelm, greve av Württemberg (1810-1869)
- August Wilhelm, greve av Württemberg (1811-1812)
- Konstantin, greve av Württemberg (1814-1824)
- Marie, grevinna av Württemberg (1815-1866), gift med Wilhelm von Taubenheim